# 고부초등학교
고부초등학교(古阜初等學校)는 대한민국 전북특별자치도 정읍시에 있는 공립 초등학교이다.

## 학교 연혁
- 1906년 8월 15일 사립광화학교 개교
- 1908년 5월 25일 공립고부보통학교로 개편
- 1911년 11월 1일 고부공립보통학교 개편
- 1938년 4월 1일 고부제일공립심상소학교로 개칭
- 1941년 4월 1일 고부대화공립국민학교로 개칭
- 1945년 9월 24일 고부국민학교로 개칭
- 1981년 3월 1일 병설유치원 개원
- 1996년 3월 1일 고부초등학교 교명 변경
- 1999년 3월 1일 두승초등학교 통폐합
- 2003년 3월 1일 운용초등학교 통폐합
- 2006년 8월 15일 개교100주년 기념행사 및 기념탑 건립

## 고부관아터
영조 41년(1765년) 성황산에서 이곳으로 옮겨와 1914년 부군제 실시에 따라 정읍군에 편입될때까지 고부관아가 있었던 곳으로 동학농민혁명의 발단이 되었던 1894년 1월 10일 고부봉기때 전봉준을 중심으로 한 농민군이 점령하여 탐관오리를 몰아냈던 역사적 현장이다.
고부관아는 고부초등학교가 들어서면서 관아건물은 전부 철거되고 현재에 이르고 있으며, 이는 전통문화유산과 동학농민혁명의 역사적 사실을 왜곡하고 말살하려는 일제의 만행을 여실히 보여주고 있다.
운동장 한켠에 보이는 초석, 기단석 등 석조물이 이곳이 역사적 현장이었음을 보여주고 있다.

## 같이 보기
- 고부관아터
- 고부향교
- 정읍 고사부리성

## 참고 자료
- 고부초등학교 - 한국교육학술정보원 학교알리미